# Monumento ai liberatori della Lettonia sovietica e di Riga dagli invasori fascisti tedeschi
Il Monumento ai liberatori della Lettonia sovietica e di Riga dagli invasori fascisti tedeschi (in lettone Padomju Latvijas un Rīgas atbrīvotājiem no vācu fašistiskajiem iebrucējiem), noto informalmente come Memoriale della vittoria (in lettone Uzvaras piemineklis), è stato un complesso monumentale eretto nel parco della Vittoria di Riga, capitale della Lettonia. Fu costruito nel 1985 per commemorare la riconquista di Riga e della Lettonia da parte dell'Armata Rossa, che pose così fine all'occupazione tenuta dalla Germania nazista durante la seconda guerra mondiale. È stato demolito nell'agosto 2022, su decisione del governo lettone di Arturs Krišjānis Kariņš, poiché ritenuto un simbolo della rioccupazione della Lettonia, nel frangente dell'invasione russa dell'Ucraina avvenuta nel 2022.

## Storia

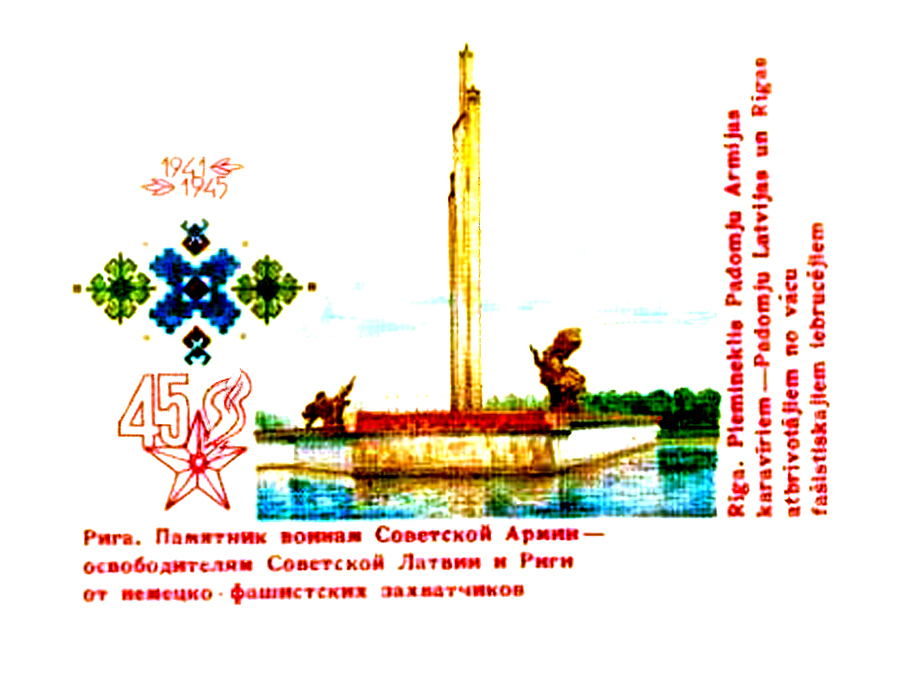
Cartolina postale con il monumento

Il complesso monumentale fu realizzato tra il 1979 e il 1985 all'interno del parco della Vittoria, per commemorare la vittoria dell'Armata Rossa contro la Germania nazista e fu inaugurato nel 40º anniversario della vittoria sovietica nella Sacca di Curlandia. Alla progettazione del monumento e alla sua realizzazione parteciparono numerosi tra architetti (Ermens Bāliņš, Edvīns Vecumnieks e Viktors Zilgalvis), ingegneri (Gunārs Beitiņš e Henrijs Lācis) e scultori (Ļevs Bukovskis e Aivars Gulbis), che lavorarono sul progetto stilato dal designer Aleksandrs Bugajevs. Lo scultore Aivara Gulbja aveva proposto un proprio progetto, poi rifiutato a causa della censura ideologica, che prevedeva la costruzione di una statua raffigurante una madre con una bambino in braccio.
Dopo la proclamazione d'indipendenza dall'Unione Sovietica il monumento ha suscitato sentimenti contrastanti nella popolazione, una parte della quale lo percepiva come una celebrazione dell'egemonia sovietica. Nel 1997, un commando del gruppo nazista lettone Pērkonkrusts tentò invano di demolire il monumento con delle cariche esplosive; due attentatori rimasero uccisi mentre altri sei, tra cui Igors Šiškins, furono condannati nel 2000 fino a tre anni di prigione, venendo poi assolti dalla Corte suprema nel 2001.
Il monumento è stato smantellato il 25 agosto 2022, a seguito di una decisione del governo lettone volta a rimuovere le memorie della occupazione sovietica nel paese in seguito all'invasione russa dell'Ucraina.

## Descrizione
Il complesso monumentale si componeva di un imponente obelisco in granito alto 79 m, a cinque facce, ciascuna coronata da una stella a cinque punte. La scelta del numero delle facce era un richiamo al quinquienno di durata del conflitto nel paese, i cui estremi temporali sono ricordati anche dalla scritta "1941⭑1945" incisa alla base dell'obelisco.
In basso erano posizionate anche due gruppi scultorei bronzei: uno raffigurava un gruppo di tre soldati sovietici in festa per la vittoria, mentre l'altro era una statua di donna con un mantello svolazzante, ritenuta simile a Nike, la dea greca della Vittoria, interpretata come un'allegoria della Madre Patria.